# Leland, Michigan
Leland este o comunitate neîncorporată din comitatul Leelanau, statul Michigan, Statele Unite ale Americii.